# Лудвиг III фон Изенбург-Бюдинген-Бирщайн
Лудвиг III фон Изенбург-Бюдинген-Бирщайн (на немски: Ludwig III von Isenburg-Büdingen-Birstein; * 30 май 1529; † 7 февруари 1588 в Офенбах на Майн) е граф на Изенбург-Бюдинген-Бирщайн.
Той е петият син на граф Йохан V фон Изенбург-Бюдинген-Бирщайн (1476 – 1533) и съпругата му Анна фон Шварцбург-Бланкенбург (1497 – 1546). Внук е на граф Лудвиг II фон Изенбург, господар на Бюдинген († 1511) и на Мария фон Насау-Висбаден-Идщайн († 1480).

## Фамилия
Лудвиг III се жени на 24 юни 1571 г. в Арнщат за Анна Сибила фон Шварцбург (* 25 октомври 1540 в Арнщат; † 3 август 1578 в Офенбах), дъщеря на граф Гюнтер XL фон Шварцбург (1499 – 1552) и Елизабет фон Изенбург-Бюдинген-Келстербах (ок. 1508 – 1572). Те имат децата: 
- дете (1572)
- Йохан Гюнтер (1574 – 1574)
- Анна Катарина (1576 – 1634)
- Анна Сибила (1578 – 1618), омъжена 1606 г. в Бирщайн за Вилхелм, фрайхер фон Виненбург и Байлщайн (1571 – 1637)

Лудвиг се жени втори път на 13 август 1581 г. в Офенбах за Мария фон Хонщайн (* 1558; † 2 февруари 1586 в Офенбах), дъщеря на граф Фолкмар Волфганг фон Хонщайн (1512 – 1580) и първата му съпруга Маргарета фон Барби (1528 – 1567). Те имат децата:
- Магдалена Елизабет (1582 – 1625)
- Фолкмар Волфганг (1584 – 1586)